# Resolução 72 do Conselho de Segurança das Nações Unidas
Resolução 72 do Conselho de Segurança das Nações Unidas, aprovada em 11 de agosto de 1949, depois de receber um relatório do Mediador Interino das Nações Unidas na Palestina na conclusão de suas responsabilidades as Nações Unidas decidiram prestar homenagem ao falecido Conde Folke Bernadotte, o então atual Mediador Interino Dr. Ralph J. Bunche e os oficiais franceses, belgas, suecos e americanos que serviram na equipe e como observadores militares na Palestina.
Nenhum voto foi tomado, a resolução foi aprovada.